# Sukkot (święto)

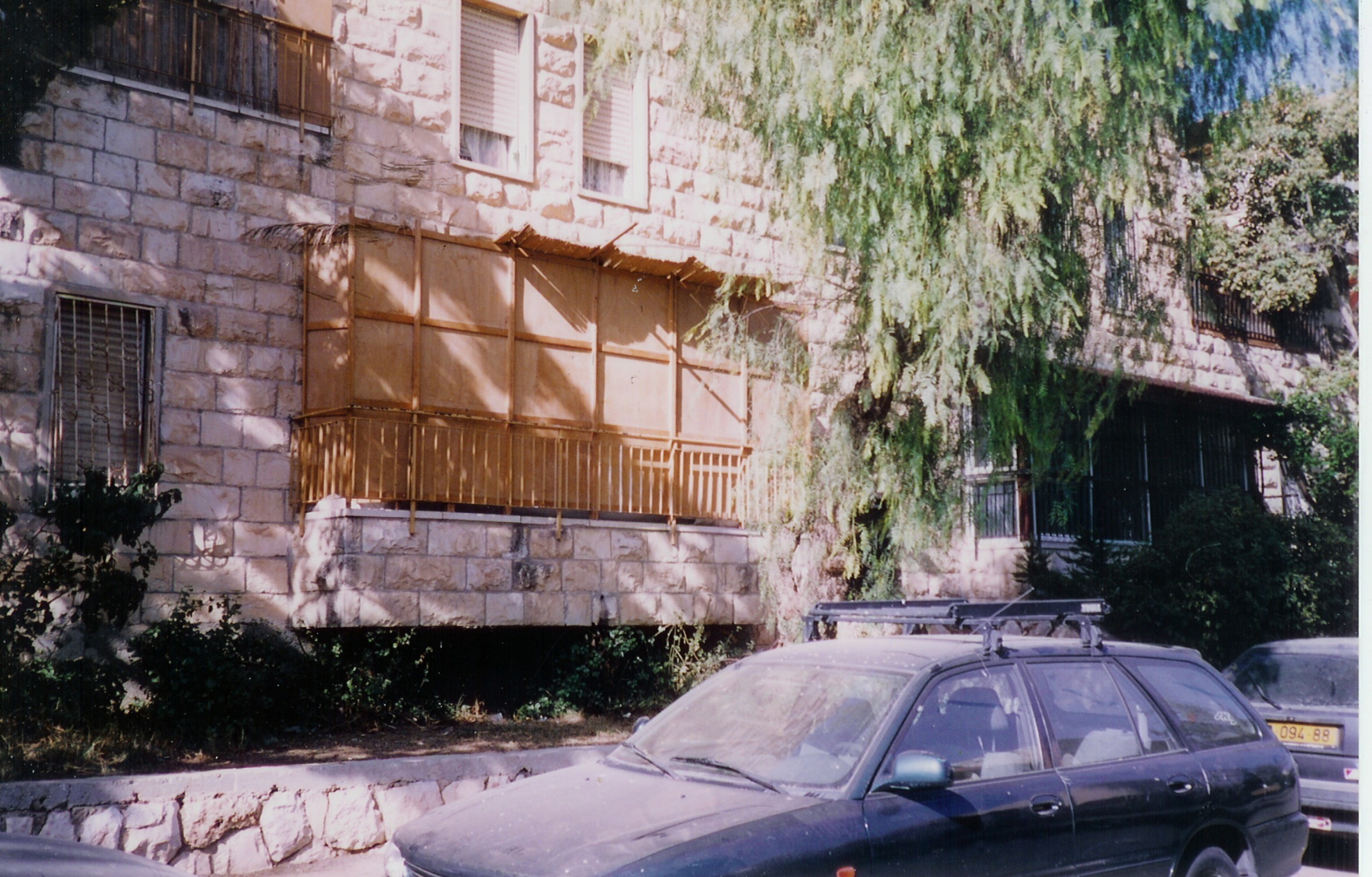
Tradycyjny szałas (sukka) stawiany na święto Sukkot przez Żydów, Jerozolima, Izrael.

Sukkot (סוכות), pol. Święto Szałasów (Namiotów), zwane też Kuczki – żydowskie święto rozpoczynające się pięć dni po święcie Jom Kipur, a dwa tygodnie po rozpoczęciu roku wg kalendarza żydowskiego. 
Święto należy do świąt radosnych i upamiętnia mieszkanie w szałasach i namiotach (sukka, szałas, kuczka w hebr.: סוכה – Suka) podczas ucieczki Izraelitów z Egiptu i wędrówki do Kanaanu. 
W starożytności święto było związane ze zbiorami. Przez siedem dni święta ortodoksyjni żydzi mieszkają poza domem w budach pod gołym niebem – w Izraelu często budowanych na balkonach. Podczas święta recytuje się psalmy i wykonuje się obrzęd kołysania bukietami splecionymi z gałązek palmy (lulaw), trzech gałązek mirtu (hadasa), dwóch gałązek wierzby (arawa) trzymanymi w prawej ręce i owocami cytronu (etrog) w lewej. Kołysanie wykonuje się na cztery strony świata oraz w górę i w dół na znak czci dla Stwórcy tych darów. Następnie ludzie udają się na codzienną procesję, której towarzyszą modły o dobre plony. Procesja dnia siódmego jest najdłuższa i nazywa się Hoszanna Raba, a tłum uroczyście obchodzi synagogę siedem razy.
Inną ceremonią jest obrzęd czerpania wody w dzień Szmini Aceret, będący kulminacją święta. Woda czerpana, przelewana do złotych naczyń, przenoszona od jednej z sadzawek przez arcykapłana i wylewana na ołtarz świątyni była zwana Maim Chajim, „Żywą Wodą”.
Sukkot trwa siedem dni, a święto zamyka dzień ósmy tzw. Simchat Tora („Radość Tory”), w którym obnoszone są w radosnej procesji zwoje Tory siedmiokrotnie wokół świątyni. Ten dzień jest tak radosnym dniem, że jako jedyny czas w roku nawet dzieci otrzymują możliwość dotknięcia świętych zwojów pisanych świętymi literami (które dozwolone są jedynie kapłanom).
W Izraelu w Święto Szałasów rozpoczyna się druga sesja Knesetu.